# Milchův proces

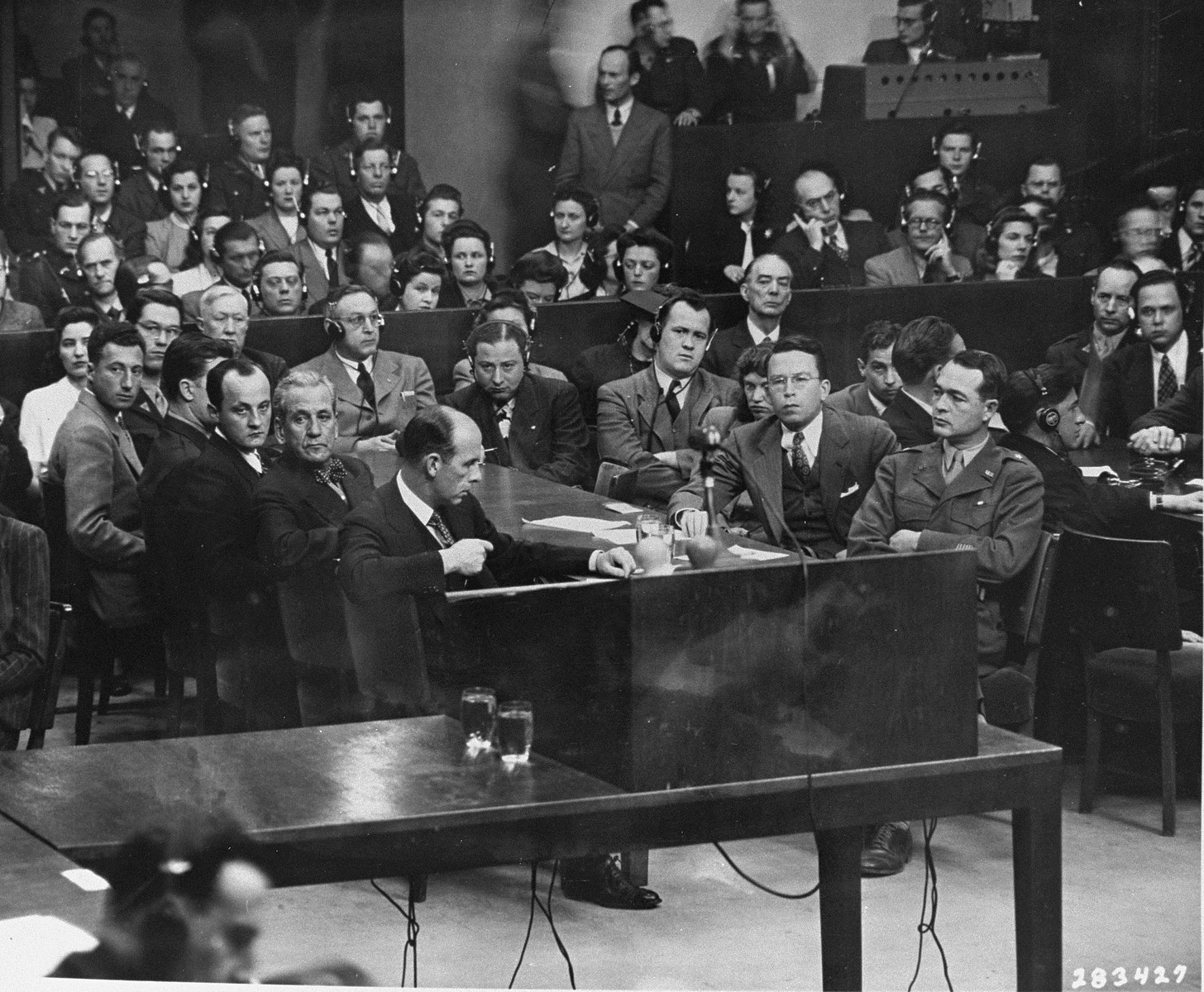
Proces s Erhardem Milchem

Milchův proces (oficiálně Spojené státy americké vs. Erhard Milch) byl druhým z dvanácti procesů s válečnými zločinci, které americké úřady vedly po skončení druhé světové války v Norimberku ve své okupační zóně v Německu. Všech těchto dvanáct procesů se konalo před americkými vojenskými soudy, nikoli před Mezinárodním vojenským tribunálem, ale probíhaly ve stejných místnostech v Justičním paláci. Těchto dvanáct amerických procesů je souhrnně známo jako "následné norimberské procesy" nebo formálněji jako "procesy s válečnými zločinci před norimberskými vojenskými tribunály".

## Erhard Milch
Erhard Milch byl státním tajemníkem na říšském ministerstvu letectví (1933–1944), generálním inspektorem Luftwaffe (1940-45) a jako Generalfeldmarschall byl po Hermannu Göringovi nejvýše postaveným vojákem Luftwaffe; byl také členem představenstva (1928–1942) a předsedou dozorčí rady (1942–1946) společnosti Deutsche Lufthansa AG. Byl jedním z vedoucích představitelů „centrálního plánování“ zbrojních projektů a v době nepřítomnosti Alberta Speera z důvodu nemoci jeho vedoucím. Z výpovědí Fritze Sauckela, Speera a Göringa, kteří byli v norimberském procesu s hlavními válečnými zločinci odsouzeni za nucené práce, lze vyvodit, že Milch byl až do založení Jägerstabu v březnu 1944 zodpovědný za nábor pracovníků pro letecký průmysl.

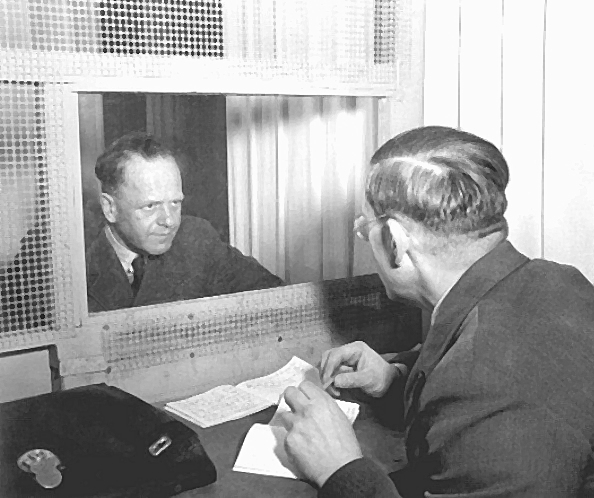
Erhard Milch (vlevo) během svého věznění

## Proces
V Milchově procesu byl bývalý Generalfeldmarschall Luftwaffe Erhard Milch obviněn ze spáchání válečných zločinů a zločinů proti lidskosti. Obžaloba byla předložena 14. listopadu 1946. obvinění proti Milchovi shrnul Michael A. Musmanno (jeden ze soudců tribunálu) takto:
- Erhard Milch je obviněn z toho, že se vědomě dopustil válečných zločinů jako hlavní osoba a spoluviník v podnicích zahrnujících otrockou práci a že se rovněž dobrovolně a vědomě podílel na podnicích zahrnujících využívání válečných zajatců ve válečných operacích v rozporu s mezinárodní úmluvou a válečnými zákony a zvyklostmi.
- Obžalovaný je obviněn z toho, že se vědomě a úmyslně podílel na podnicích zahrnujících smrtelné lékařské pokusy na subjektech bez jejich souhlasu.
- Ve třetím bodě obžaloby je obžalovaný obviněn z odpovědnosti za otrocké práce a smrtelné lékařské pokusy stejným způsobem, jak je uvedeno v prvních dvou bodech obžaloby, s tím rozdílem, že zde jsou údajné oběti prohlášeny za německé státní příslušníky a státní příslušníky jiných zemí.

Milch se 20. prosince 1946 přiznal ke všem obviněním. Soudní proces trval od 2. ledna 1947 do 17. dubna 1947. Tribunál uznal Milcha vinným v bodech 1 a 3, ale v bodě 2 obžaloby jej zprostil viny. Dne 17. dubna 1947 byl Milch odsouzen k doživotnímu vězení ve věznici Rebdorf nedaleko Mnichova. Tento trest byl v roce 1951 vysokým komisařem Německa Johnem J. McCloyem změněn na 15 let odnětí svobody. Milch byl podmínečně propuštěn v červnu 1954. Později pracoval jako průmyslový poradce a v roce 1972 zemřel.
Během svého věznění podal Milch žádost o povolení podat žádost o habeas corpus k Nejvyššímu soudu Spojených států. Soud zamítl žádost z jurisdikčních důvodů poměrem hlasů 4:4, přičemž čtyři soudci (J. Black, Douglas, Murphy a Rutledge) hlasovali pro úplné projednání otázky jurisdikce a soudce Jackson, který byl hlavním žalobcem během norimberských procesů s válečnými zločinci, se vzdal funkce.

### Soudci a obhájci
- Robert M. Toms, Detroit, Michigan (předsedající soudce)
- Fitzroy Donald Phillips, Severní Karolína
- Michael A. Musmanno, Pittsburgh, Pensylvánie

- John J. Speight, Alabama (náhradní soudce).
- Hlavním obhájcem obžaloby byl Telford Taylor a hlavním obhájcem v soudním řízení Clark Denney. Pomocnými obhájci obžaloby byli James S. Conway, Dorothy M. Huntová, Henry T. King, Jr, Raymond J. McMahon, Jr a Maurice C. Myers. Obhájci byli Friedrich Bergold a Werner Milch (bratr obžalovaného).